# 霍尔斯滕门

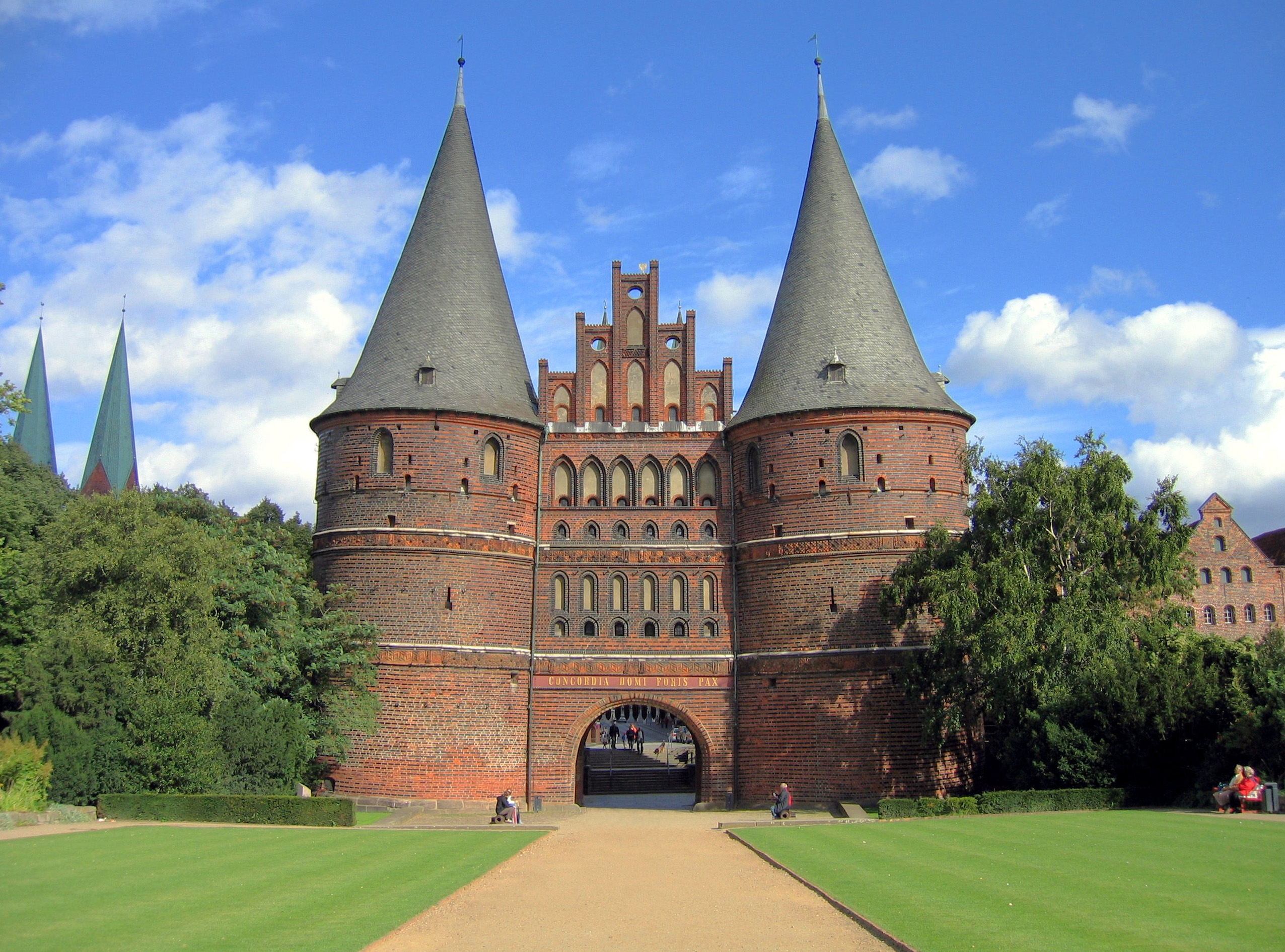
霍尔斯滕门外侧

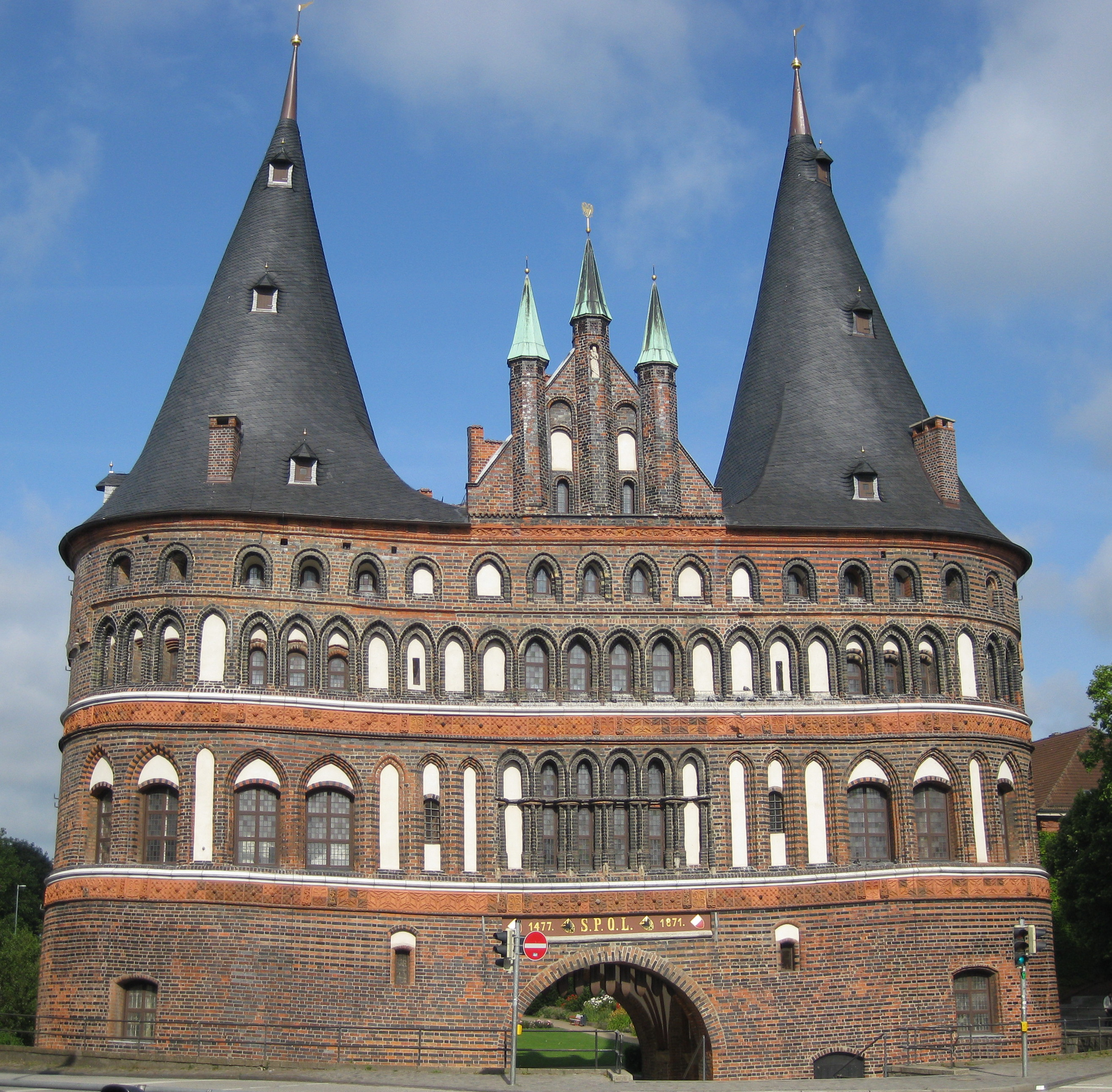
霍尔斯滕门内侧

霍尔斯滕门（德語：Holstentor）位於德國吕贝克西方，由於城門位於漢薩同盟首都城，位階相對提高，成為呂貝克的地標。此後哥德式建築作為堡壘防禦之用，為呂貝克唯一存留的城堡大門遺蹟。